# 不和の林檎

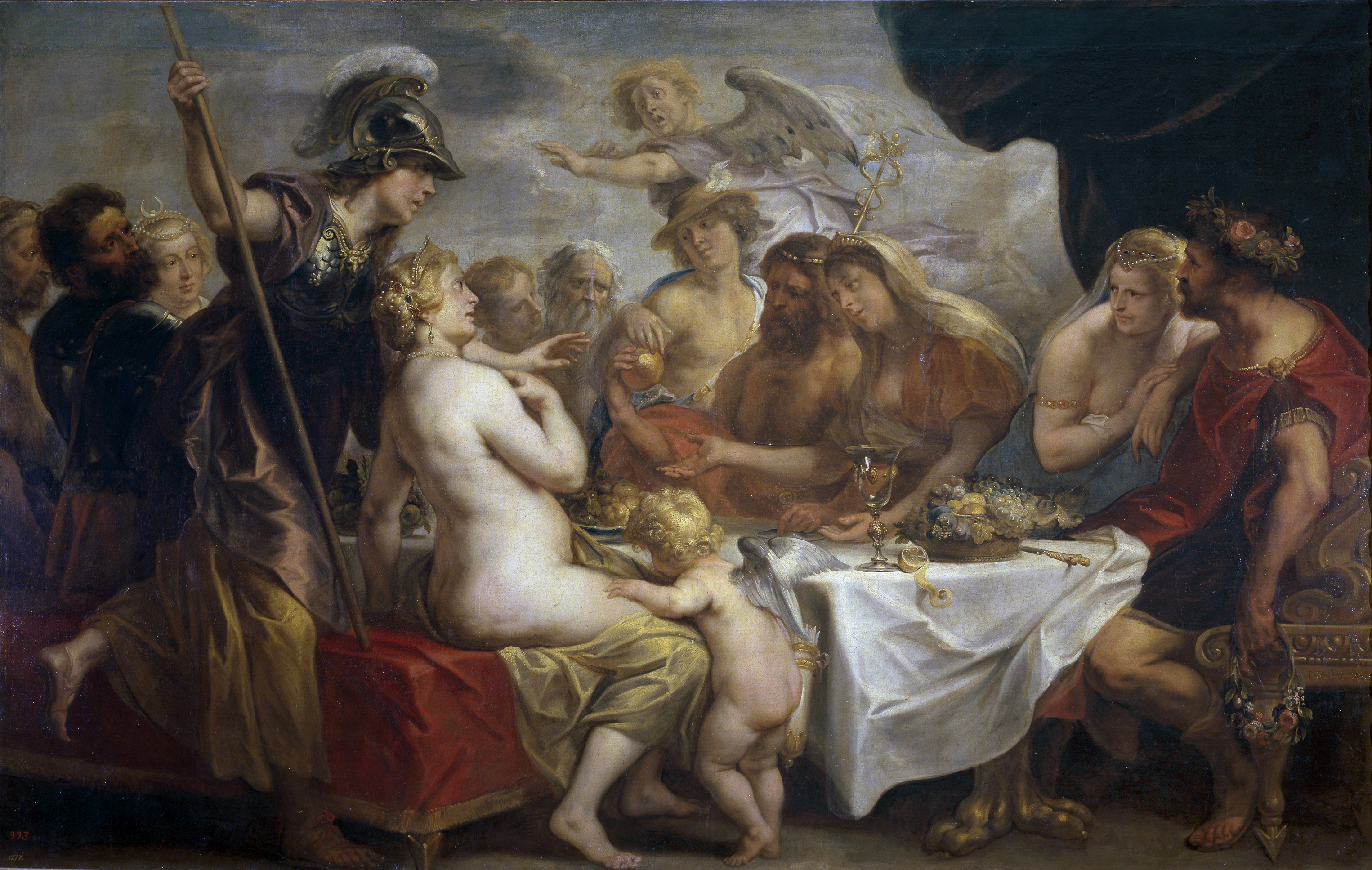
『不和の黄金の林檎』（1633年、ヤーコブ・ヨルダーンス/画）

不和の林檎（ふわのりんご、古希: μῆλον τῆς Ἔριδος、古代ギリシア語ラテン翻字: mē̃lon tē̃s Éridos、英: Apple of Discord）は、ギリシア神話において、トロイア戦争の発端とされる事件である。
アイアコスの子・ペーレウスと海の女神・テティスの結婚式には全ての神々が招かれた中、ただ一柱、不和と争いを司る女神・エリスは招待されなかった。彼女は怒り、宴会の席に「最も美しい女神に（古希: καλλίστῃ）」という文字が書かれた黄金の林檎を投げ入れた。ゼウスの妻・ヘーラー、戦いと知恵の女神・アテーナー、愛と美の女神・アプロディーテーは、それぞれ自分が一番美しい容貌の持ち主であるとして、この林檎を得るために争った。その後の出来事はパリスの審判を参照。
この事から、「不和の林檎」という言葉は、論争の要点や、小さな出来事が大事になることを表す言葉となった。

## 派生的用法
この事から、ギリシア神話のエリスと同一視されるローマ神話の女神はディスコルディア（ラテン語: Discordia）と呼ばれる。また、ドイツ語及びオランダ語では、この語は英語よりもより口語的に使用され、ドイツ語では「Zankapfel（口論の-林檎）」、あるいは「Erisapfel（エリスの林檎）」、オランダ語では「twistappel（争いの林檎）」と呼ばれる。
バルセロナの行政区・アシャンプラでは、スペイン語で「La manzana de la discordia（カタルーニャ語: L'illa de la discòrdia）」と呼ばれる一角がある。「"manzana"（マンサナ）」は、スペイン語で「林檎」と「街の一区画」の両方を表す同綴異義語である。モダニズム建築の4つの建造物（アントニ・ガウディのカサ・バトリョ、リュイス・ドメネク・イ・ムンタネーのカサ・リェオ・モレラ、ジュゼップ・プッチ・イ・カダファルクのカサ・アマトリェール、エンリック・サグニエールのカサ・ムリェラス）があることから、「不和の区画」を意味するこの名が付けられた。